# Teen Wolf (televisieserie)
Teen Wolf is een Amerikaanse serie, ontwikkeld door Jeff Davis voor MTV.
De serie is los gebaseerd op de gelijknamige film uit 1985. Tyler Posey speelt de rol van tiener Scott McCall, die wordt gebeten door een weerwolf en dient te leven met de gevolgen van de beet voor hem en zijn naasten. Dylan O'Brien speelt de rol van Stiles Stilinski (Scotts beste vriend) en Crystal Reed speelt de rol van Allison Argent (Scotts nieuwe liefde).
De serie werd positief onthaald en won diverse prijzen. De serie ging in première op 5 juni 2011 na de uitzending van de MTV Movie Awards. Op 21 juli 2016 kondigde de cast aan op Comic Con dat het zesde seizoen het laatste seizoen zou worden van de serie. De allerlaatste aflevering van het zesde seizoen werd op 24 september 2017 uitgezonden in de Verenigde Staten.

## Verhaallijn
Wanneer Scott McCall wordt gebeten door een weerwolf (later bekendgemaakt dat dit door alfa Peter Hale was) verandert zijn leven drastisch. Samen met zijn beste vriend Stiles Stilinski probeert hij het leven als een weerwolf zo doodnormaal mogelijk te doen verlopen. De komst van de bloedmooie Allison Argent zorgt voor complicaties terwijl Scott nog worstelt met zijn nieuwe identiteit. Al snel vormen Scott en Allison een koppel, later ontdekt Scott dat Allison afstamt van een lange generatie weerwolf-jagers. Seizoen 1 legt vooral de focus op de prille relatie van Scott en Allison en de strijd die Scott voert met zijn innerlijke weerwolf en de transformaties tijdens de volle maan. Derek Hale begeleidt Scott om zichzelf te leren beheersen tijdens de volle maan.
Lydia Martin is het populairste meisje van Beacon Hills High School en heeft ook bovennatuurlijke krachten die later in seizoen 2 uitkomen, zij is namelijk een banshee. Lydia vormde gedurende het eerste seizoen een koppel met Jackson Whittemore, de aanvoerder van het lacrosse-team. Jackson zou later veranderen in een Kanima en nadien in een weerwolf, op het einde van seizoen 2 verhuist hij naar Londen. De relatie tussen Allison en Scott loopt ten einde en Scott vindt opnieuw de liefde bij Kira, een Japanse Kitsune. In de finale van het derde seizoen laat Allison Argent het leven in een dodelijk gevecht met de Oni. De roedel van Scott gaat verder en komt in het vierde seizoen oog in oog te staan met Kate Argent (de vermoorde tante van Allison uit het eerste seizoen) die uit de dood is opgestaan als een weerjaguar. In seizoen 3 wordt Stiles Stilinski ook overgenomen door kitsune, wat hem Void Stiles maakt. Hij en zijn vrienden zullen tegen hem moeten vechten om die zwarte kitsune uit hem te halen. Even was er een discussie of hij dood moest gaan daarvoor, maar hij bleef leven. Allison's leven werd daardoor wel beïndigd. 
Ook is er in dit seizoen een ‘deadpool’. Verschillende huurmoordenaars jagen het bovennatuurlijke op en krijgen per persoon een speciale prijs. In seizoen 5 komt de roedel in gevaar door de Dread Doctors die de regels van de bovennatuurlijke wereld op z'n kop zetten. Ook komt er een nieuwe Beta, gebeten door Scott McCall, Liam Dunbar. Hij blijkt grote agressie problemen te hebben, wat Scott en Stiles in problemen brengt, meerdere keren. Ook ontdekken ze wat Jordan Parrish is: een hellehond. In seizoen 6 komt er een nieuwe jager die samen met Gerard Argent het bovennatuurlijke opjaagt. Steeds meer mensen komen achter de geheimen van het bovennatuurlijke en sluiten zich bij hen aan. Hiernaast is er ook nog een andere bedreiging, ‘de Anuk ite’. Scott probeert de roedel te verenigen om deze bedreigingen uit te schakelen.

## Cast en personages
- Tyler Posey als Scott McCall (seizoen 1-6).

Scott, een onpopulair buitenbeentje op school, verandert in een weerwolf na een beet van een alfa (aflevering 1). Samen met zijn beste vriend Stiles ontdekt Scott de ingewikkelde bovennatuurlijke wereld in Beacon Hills, Californië.
- Dylan O'Brien als Stiles Stilinski (seizoen 1-6)

Stiles is al sinds de kindertijd de beste vriend van Scott. Zijn grootste troeven zijn het oplossen van mysteries en een enorme loyaliteit tegenover zijn naasten.
- Crystal Reed als Allison Argent (seizoen 1-3, gastrol in seizoen 5)

Allison Argent is de nieuwe liefde in het leven van Scott. Ze stamt af van een lange generatie Weerwolf-jagers. Haar behendigheid met pijl en boog maken haar een grote aanwinst in het team tegen de bovennatuurlijke aanvallen in Beacon Hills. De relatie tussen Allison en Scott komt ten einde in de finale van seizoen 2. Allison komt om het leven tijdens een aanval tegen de Oni-jagers op het einde van seizoen 3. Ze stierf in de armen van Scott terwijl ze toegaf hem nog steeds graag te zien.
- Holland Roden als Lydia Martin (seizoen 1-6)

Lydia is het populairste meisje van Beacon Hills High School en de beste vriendin van de nieuwkomer Allison. Lydia doet zich voor als een oppervlakkig meisje terwijl ze eigenlijk super intelligent is. Na een confrontatie met Peter Hale in het eind van seizoen 1 beginnen Lydia's eigen bovennatuurlijke krachten, de krachten van een banshee, zich te ontwikkelen. Ook zij wordt een grote aanwinst voor de roedel van Scott.
- Tyler Hoechlin als Derek Hale (seizoen 1-4, gastrol in seizoen 6)

Derek Hale was eerst bekend als een onbekende jongen wiens familie is doodgegaan in een grote, gevaarlijke vuur. Peter Hale, zijn oom, is bijna de enige uit zijn familie die leeft, maar hij was aan het begin van het seizoen verbrandt en niet gezond. Derek is een gevaarlijke weerwolf, maar heeft zijn gave onder controle vanwege niet alleen Peter, maar ook zijn moeder toen ze nog leefde. Samen met Scott gaat hij proberen de grote, gemene Alpha te vinden en verslaan. Hij komt meerdere seizoenen terug, meestal om de roedel te helpen. 
- Colton Haynes als Jackson Whittemore (seizoen 1-2, gastrol in seizoen 6)
- Shelley Hennig als Malia Hale/ Tate (seizoen 3-6)
- Arden Cho als Kira Yukimura (seizoen 3-5)
- Dylan Sprayberry als Liam Dunbar (seizoen 4-6)
- Linden Ashby als Sheriff Stilinski (seizoen 1-6)
- Melissa Ponzio als Melissa McCall (seizoen 1-6)
- JR Bourne als Christopher (Chris) Argent (seizoen 1-6)
- Khylin Rhambo als Mason Hewitt (seizoen 4-6)
- Ryan Kelley als Jordan Parrish (seizoen 3-6)
- Seth Gilliam als Dr. Alan Deaton (seizoen 1-6)
- Michael Hogan als Gérard Argent (seizoen 2-6)
- Froy Gutierrez als Nolan Holloway (seizoen 6)[1]

## Prijzen en nominaties
| Jaar | Prijs                 | Categorie                                | Genomineerde                                                            | Resultaat   |
| ---- | --------------------- | ---------------------------------------- | ----------------------------------------------------------------------- | ----------- |
| 2011 | Teen Choice Award     | Choice TV Fantasy/Sci-Fi                 |                                                                         | Genomineerd |
| 2011 | Teen Choice Award     | Choice Summer TV Show                    |                                                                         | Genomineerd |
| 2011 | Teen Choice Award     | Breakout Star                            | Tyler Posey                                                             | Genomineerd |
| 2011 | Teen Choice Award     | Choice Summer TV Star-Male               | Tyler Posey                                                             | Genomineerd |
| 2011 | Teen Choice Award     | Choice Summer TV Star-Female             | Crystal Reed                                                            | Genomineerd |
| 2011 | Teen Choice Award     | Choice TV Actress: Fantasy/Sci-Fi        | Crystal Reed                                                            | Genomineerd |
| 2012 | Saturn Award          | Best Youth-Oriented Series on Television |                                                                         | Gewonnen    |
| 2012 | Teen Choice Award     | Choice Summer TV Show                    |                                                                         | Gewonnen    |
| 2012 | Teen Choice Award     | Choice Summer TV Star-Male               | Tyler Posey                                                             | Gewonnen    |
| 2012 | Teen Choice Award     | Choice Summer TV Star-Female             | Crystal Reed                                                            | Genomineerd |
| 2012 | Imagen Award          | Best Actor/Television                    | Tyler Posey                                                             | Genomineerd |
| 2012 | ALMA Award            | Favorite TV Actor - Leading Role         | Tyler Posey                                                             | Gewonnen    |
| 2013 | Saturn Award          | Best Youth-Oriented Series on Television |                                                                         | Gewonnen    |
| 2013 | Young Hollywood Award | Best Ensemble                            | Tyler Posey, Crystal Reed, Dylan O'Brien, Tyler Hoechlin, Holland Roden | Gewonnen    |
| 2013 | Teen Choice Award     | Choice Summer TV Show                    |                                                                         | Genomineerd |
| 2013 | Teen Choice Award     | Choice Summer Tv Star-Male               | Tyler Posey                                                             | Gewonnen    |
| 2014 | Saturn Award          | Best Youth-Oriented Series on Television |                                                                         | Gewonnen    |
| 2014 | Teen Choice Award     | Choice TV: Sci-Fi/Fantasy Series         |                                                                         | Genomineerd |
| 2014 | Teen Choice Award     | Choice TV: Actor Sci-Fi/Fantasy          | Tyler Posey                                                             | Genomineerd |
| 2014 | Teen Choice Award     | Choice TV: Villain                       | Dylan O'Brien                                                           | Gewonnen    |
| 2014 | Teen Choice Award     | Choice Scene Stealer: Male               | Tyler Hoechlin                                                          | Gewonnen    |
| 2014 | Young Hollywood Award | Bingeworthy TV Show                      |                                                                         | Genomineerd |

## Trivia
- In een interview liet producer Jeff Davis weten dat het nooit de bedoeling was dat Allison Argent zou sterven in de serie. Het was op vraag van actrice Crystal Reed, die de serie wou verlaten, dat Allison uit de reeks geschreven werd. Davis gaf toe dat de verhaallijn hetzelfde zou zijn gebleven mocht Reed gebleven zijn. Ze zou op het einde van het derde seizoen een dodelijke steekwond gekregen hebben van een Oni.